# Astragalus husseinovii
Astragalus husseinovii är en ärtväxtart som beskrevs av Rza Jakhja Ogly Rzazade. Astragalus husseinovii ingår i släktet vedlar, och familjen ärtväxter. Inga underarter finns listade i Catalogue of Life.